# Ludwik Młynek
Ludwik Młynek (ur. 19 sierpnia 1864 w Sierczy pod Wieliczką, zm. 28 sierpnia 1941 w Sierczy) – polski etnograf, folklorysta, pisarz, poeta, nauczyciel, pedagog, założyciel oddziałów Towarzystwa Ludoznawczego w Buczaczu i Tarnowie, profesor.

## Życiorys
Ludwik Młynek urodził się w małej wiosce niedaleko Wieliczki. Wraz z rodziną mieszkał na „Młynkówce” w Sierczy. Jego ojcem był kmieć Wojciech Młynek, świadek rzezi galicyjskiej, a matką Regina Młynek z domu Stolarczyk. Ludwik był ich ostatnim dzieckiem. Jego przodkiem był Maciej Młynek, który wraz z najbliższymi przybył do wsi z Łańcuta, na polecenie księcia Lubomirskiego. Według legendy król Kazimierz Wielki jemu „wzgórze świerskie ofiarował z borem, miał je wkrótce wykarczować i ozdobić dworem”.
Od 10 roku życia Ludwik Młynek uczył się w wielickiej szkole „na Bednarce”, a następnie w tamtejszej szkole wydziałowej. W latach 1880–1888 uczęszczał do Gimnazjum Św. Anny w Krakowie, najstarszej szkole w Polsce, mającej wówczas wysoką renomę. Po studiach, miał otrzymać tytuł profesora filologii porównawczej na Uniwersytecie Jagiellońskim (gdzie się wcześniej uczył), jednak katedry nie otrzymał, a rozstrzygającym argumentem miało być chłopskie pochodzenie Ludwika. W międzyczasie 6 października 1889 r. ożenił się z córką sołtysa Sierczy, Anną Oprych. Pracował kolejno w gimnazjach: w Wadowicach, Krakowie (c.k. III Gimnazjum), Buczaczu, w szkole realnej w Tarnowie, Łańcucie, skąd wrócił do Sierczy. Po powrocie rozpoczął pracę w nowym wielickim gimnazjum.
18 grudnia 1897 w Buczaczu zagaił pierwsze zgromadzenie zawiązanego buczackiego oddziału Towarzystwa ludoznawczego we Lwowie. Był sekretarzem Towarzystwa św. Wincentego a Paulo w Buczaczu.
Pisał poematy, wiersze i książki.
Wraz z żoną doczekali się dwanaściorga dzieci, z czego pięcioro zmarło (troje w dzieciństwie, a dwoje w wieku starszym), w niewyjaśnionych okolicznościach, natomiast wieku dojrzałego dożyło siedmioro – sześć córek oraz syn Tadeusz, botanik, profesor Wyższej Szkoły Rolniczej w Olsztynie.
Ludwik Młynek zmarł podczas okupacji hitlerowskiej 28 sierpnia 1941 roku. Wraz z żoną (zmarłą w 1955 r.) został pochowany na cmentarzu w Wieliczce.

## Twórczość
- Narzecze wilamowickie. (Wilhelmsauer Dialekt. Dy wymmysauschy Gmoansproch) – Nakładem Autora, Drukiem J Pisza Tarnów 1907[5]
- Nauka języka niemieckiego (w I klasie polskich szkół średnich w Galicyi) – Nakładem Autora, Druk Zygmunta Jelenia Tarnów 1910
- Praca fizyczna jako czynnik wychowawczy – Nakładem Autora, Czcionkami drukarni A Kwiczali Jarosław 1914
- Marta czy Marja? (uwagi nad obywatelskiem wychowaniem kobiet) – Nakładem Autora, Drukiem J Litwińskiego Wieliczka 1923
- Marja (uwagi nad środkami jakiemi można osiągnąć obywatelskie wychowanie polskich kobiet) – Nakładem Autora, Drukiem J Litwińskiego Wieliczka 1924 (inne wydanie: Nakładem Autora, odbito w Drukarni „Głosu Narodu” Kraków 1924)
- Apostoł świecki przy pracy – Nakładem Sekretariatu Ligi Katolickiej, Kraków 1927
- Joasia ze Sierczy – Nakładem Rodziny, Kraków 1931
- (L. Sierczanin): Żywot świątobliwej Joasi Młynkówny ze Sierczy (Jej słowa i czyny – za życia i po śmierci wraz z utworami poetycznymi) – Nakładem Rodziny, Kraków 1934
- Siercza (opowiadanie dzieciom i wnukom) – Nakładem Autora, Kraków 1936
- Wychowanie człowieka (pierwszy okres jego fizycznego i umysłowego rozwoju) – Nakładem Rodziny, Kraków 1938